# Ctimene rubropicta
Ctimene rubropicta är en fjärilsart. Ctimene rubropicta ingår i släktet Ctimene och familjen mätare. Inga underarter finns listade i Catalogue of Life.